# Revolução Terrestre do Cretáceo

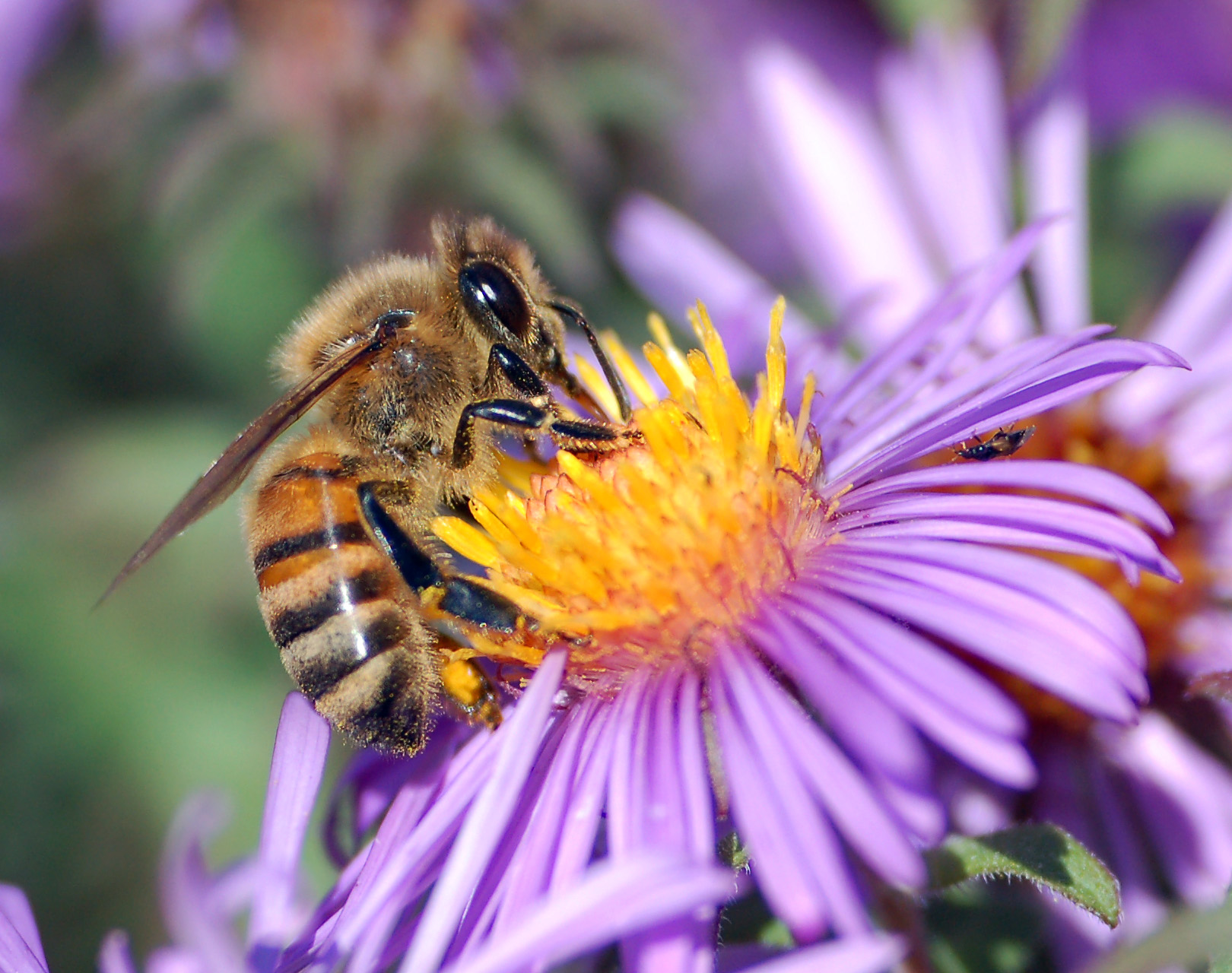
Abelha-europeia extrai néctar de uma flor. Segundo a KTR, plantas com flores e insetos polinizadores tiveram uma evolução conjunta.

A Revolução Terrestre do Cretáceo (abreviada como KTR), também conhecida como Revolução Terrestre das Angiospermas (abreviada como ATR) por autores que acreditam que ela se estendeu até o Paleógeno, descreve a intensa diversificação das plantas com flores (angiospermas) e a coevolução dos insetos polinizadores. Isso levou à subsequente radiação de aves, mamíferos, anfíbios, répteis escamados e aranhas que se alimentam de frutas, néctar e insetos, durante o Cretáceo Médio ao Tardio, aproximadamente de 125 milhões de anos atrás até 80 milhões de anos atrás.
De acordo com o paleontólogo britânico Michael Benton, acredita-se que a KTR possa ter durado de 100 milhões de anos atrás, quando surgiram as primeiras floras de folhas de angiospermas altamente diversificadas, até 50 milhões de anos atrás, durante o Ótimo Climático do Eoceno Inferior, quando a maioria das linhagens principais de angiospermas já havia evoluído.

## Aparência das angiospermas
Análises do relógio molecular da evolução das angiospermas sugerem que o grupo principal das angiospermas pode ter divergido até 100 milhões de anos antes do início da KTR. No entanto, isso pode ser resultado de limitações nas estimativas do relógio molecular, que não conseguem contabilizar as rápidas acelerações evolutivas que podem ter causado a diversificação extremamente rápida das angiospermas logo após seu primeiro aparecimento no registro fóssil.

## Causas
A KTR foi possibilitada pelas posições dispersas dos continentes e pela formação de novos oceanos durante o Cretáceo, após a separação de Pangeia no período anterior, o Jurássico. Essas mudanças aumentaram o ciclo hidrológico e promoveram a expansão das zonas climáticas temperadas, impulsionando a radiação das angiospermas.
Outra causa da diversificação explosiva das angiospermas foi a evolução de densidades de veias foliares maiores que 2,5–5 mm/mm², quando o caminho de transporte de água dentro da folha se tornou mais curto do que o caminho de transporte de CO2. Isso permitiu uma maior utilização de CO2, dando às plantas com flores uma vantagem evolutiva sobre as coníferas, pois elas podiam sequestrar mais CO2 com a mesma quantidade de água. A capacidade muito maior das angiospermas de assimilar CO2 aumentou drasticamente a bioprodutividade global.
As angiospermas também possibilitaram incêndios mais frequentes do que as gimnospermas e se recuperavam mais rapidamente dos incêndios do que as gimnospermas. Isso criou um ciclo de feedback que favoreceu as angiospermas sobre as gimnospermas durante o Cretáceo.

## Efeitos bióticos
Embora a diversidade das angiospermas tenha crescido drasticamente durante o Cretáceo, isso não se traduziu necessariamente em domínio ecológico, o que elas só alcançaram no início do Cenozoico.
As angiospermas responderam à crescente coevolução com os frugívoros aumentando o tamanho de seus frutos, o que atingiu o ápice durante o Eoceno Inferior.
Antes do artigo de Lloyd et al. (2008) descrever a KTR, era amplamente aceito na paleontologia que novas famílias de dinossauros evoluíram durante o Cretáceo Médio ao Tardio, incluindo os euhadrossauros, neoceratopsianos, anquilossaurídeos, paquicefalossauros, carcharodontossauríneos, troodontídeos, dromeossauros e ornitomimosauros. No entanto, os autores do artigo sugeriram que a aparente "nova diversificação" dos dinossauros durante esse período se deve a vieses de amostragem no registro fóssil, com fósseis melhor preservados em sedimentos do Cretáceo do que nos sedimentos anteriores do Triássico ou Jurássico. No entanto, estudos posteriores ainda sugerem a possibilidade de que a KTR tenha causado um aumento na diversidade dos dinossauros. Os dinossauros contribuíram pouco para a diversificação das angiospermas, que foi impulsionada principalmente pela coevolução com outros animais, como insetos e mamíferos herbívoros.
Sugere-se que alguns pterossauros possam ter sido dispersores de sementes, em uma relação simbiótica com as angiospermas.  Um estudo molecular abrangente sobre a evolução dos mamíferos ao nível taxonômico de família também mostrou uma importante diversificação durante a KTR. Descobriu-se, no entanto, que a desigualdade dos mamíferos diminuiu durante o KTR.
A diversidade geral de insetos parece ter sido minimamente afetada pela KTR, conforme evidências moleculares mostram que o aumento na diversidade dos insetos polinizadores foi assíncrono em relação à KTR. No entanto, as angiospermas do início do Cretáceo eram de baixa estatura e dependiam muito da polinização por insetos, como sugerem fósseis de angiospermas primitivas que indicam essa dependência da polinização zoófila.
Evidências genéticas indicam uma grande radiação de fasmatodeos (=bicho-pau) durante a KTR, provavelmente em resposta a uma radiação coevolutiva de enantiorniteanos e outros predadores visuais. As formigas também experimentaram um aumento massivo na diversidade como parte da KTR. Da mesma forma, a diversificação dos polinizadores como as abelhas correlaciona-se fortemente com o surgimento e especialização das flores de angiospermas durante a mesma época.

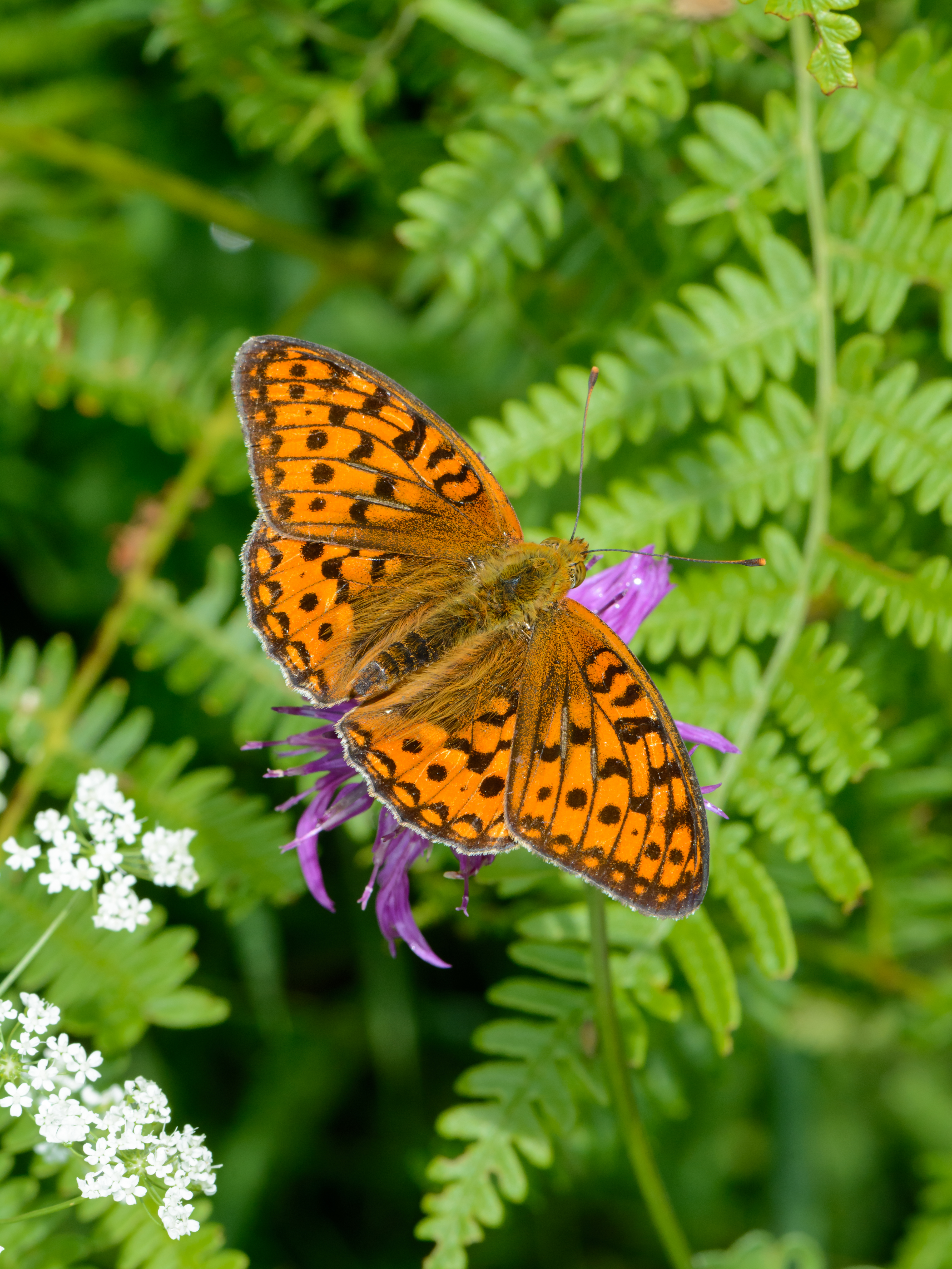
Borboletas são importantes agentes de polinização.

Moscas, que já eram polinizadores bem-sucedidos antes do aparecimento das angiospermas, rapidamente se adaptaram aos novos hospedeiros. Besouros tornaram-se polinizadores de angiospermas no início do Cretáceo Tardio.
As borboletas irradiaram durante a KTR, embora a irradiação das angiospermas por si só não seja suficiente para explicar completamente sua diversificação. Em uma linhagem de moscas-da-madeira, houve uma mudança nas plantas hospedeiras preferidas durante a reorganização biótica da KTR. Nem todos os insetos foram beneficiados por essa diversificação e rearranjo dos ecossistemas; insetos de probóscides longos, que eram comuns nos ecossistemas dominados por gimnospermas no começo do Mesozoico, sofreram um declínio significativo. Os eoblatoideanos que sobreviveram até tarde evoluíram corpos longos e finos com longos ovipositores externos em resposta à radiação das angiospermas, mas esse caminho evolutivo acabou sendo um beco sem saída e o grupo foi extinto. A assim chamada "era dourada" dos neuropteros durante o Mesozoico Médio, quando as gimnospermas dominavam a flora, terminou com a KTR e sua remodelação do ambiente terrestre.
A KTR pode ter turbinado a Revolução Marinha do Mesozoico (MMR), melhorando o intemperismo e a erosão, acelerando o fluxo de nutrientes limitantes para os oceanos do mundo.
Durante quase toda a história da Terra, incluindo a maior parte do éon Fanerozóico, a diversidade de espécies marinhas excedeu a diversidade de espécies terrestres, um padrão que foi revertido durante o Cretáceo Médio como resultado do KTR no que foi denominado uma "grande divergência" biológica, nomeado após a histórica Grande Divergência.